# Gelbvieh
La Gelbvieh es una raza alemana de vaca.

## Origen y distribución
Originaria de Franconia, es llamada también rubia de Alemania (German yellow en los Estados Unidos. Es el resultado de cruces realizados el siglo XVIII entre la (Red holstein, Deutsches rotbunte), Simmental y Brune. Las características de la raza que se quería obtener se definieron en 1872: color uniforme, fuerza y buena capacidad para trabajar. La asociación de criadores de la raza se fundó en 1897 con la apertura del libro genealógico. En la Segunda Guerra Mundial, se introdujo sangre de Roja Danesa. 
 La raza Gelbvieh está presente en Franconia y en Turingia. Debido a las pequeñas explotaciones de la región el número está disminuyendo. En 2004, había 5.400 vacas y 44 toros inscritos en el libro. 
 Fue introducida en los EE. UU. en 1971. Se utilizó para desarrollar una raza de 15/16 de Gelbvieh y participó en el programa de cruces con cebús.

## Morfología
Tiene una capa marrón claro uniforme como el trigo y los cuernos cortos. Sus mucosas son de color rosa. 
 Es de tamaño medio, con buena musculatura y un robusto esqueleto. Las hembras pesan entre 650 y 800 kg con una altura de 1,34 a 1,40 m.

## Aptitudes
Raza de doble propósito, produce de 4.700 kg de leche por lactancia, con un 3,9% de materia grasa y proteína de 3,5%. Cada vez más sustituida para la producción de leche por razas lecheras de mejor rendimiento, su leche se utiliza para amamantar a los terneros de gran crecimiento, a veces cruzados con razas puras para carne. 
 En América, son seleccionadas por sus cualidades de vacas para alimentar terneros. Ya no es considerada como raza mixta, sino como única raza de carne. Los sementales importados fueron de líneas seleccionadas sin cuernos. Por lo tanto, la rama americana es distinta de la rama europea.